# Pararge atabyris
Pararge atabyris är en fjärilsart som beskrevs av Hans Fruhstorfer 1909. Pararge atabyris ingår i släktet Pararge och familjen praktfjärilar. Inga underarter finns listade i Catalogue of Life.